# 岡村紀央美
岡村 紀央美（おかむら きおみ、6月27日- ）は女性声優。T･S･P所属。東京都出身。

## 出演作品

### ゲーム
- 絶体絶命都市2 -凍てついた記憶たち-（ウェイトレス）
- 三洋パチンコパラダイス9 〜新海おかわりっ!〜（春日みさき）

### ラジオ
- 明・めぐみのドリーム・ドリーム・パーティ

### ドラマCD
- 電激少女

### その他
- Arcane Rose ～アルカナの少女たち～（マリエ・カークランド）